# Tritó crestat
El tritó crestat (Triturus cristatus) és una espècie d'amfibi urodel de la família Salamandridae. És un dels urodels més comuns a Europa, tot i que no n'hi ha a la península Ibèrica i altres regions meridionals. Se'n coneixen 4 subespècies: el tritó crestat del nord (Triturus cristatus cristatus) que habita a Anglaterra, nord de França fins als Urals; el tritó crestat alpí (Triturus cristatus carnifex) que habita al nord dels Balcans i nord d'Itàlia i la zona sud del centre d'Europa; el tritó crestat del Danubi (Triturus cristatus dobrogicus) que habita bàsicament a la conca del riu Danubi; i el tritó crestat del sud (Triturus cristatus karelinii) que habita a l'est dels Balcans, nord de Turquia, Crimea i la zona del Caucas.

## Descripció
És el més grans dels tritons europeus; pot mesurar fins a 18 cm. Es caracteritza per un plec de pell que el recorre des del clatell fins al final de la cua.
És un animal molt voraç i el seu menjar preferit són insectes com ara papallones i arnes. Els exemplars més grans poden atacar larves d'altres amfibis i tritons, inclús als membres de la seva pròpia espècie.
En captivitat, aquests tritons poden arribar a viure fins a 20 anys.

## Distribució i hàbitat
Habita en gran varietat de boscos, des de coníferes, mixtes i boscos de fulla caduca, clarianes, terres d'arbustos, parcs, jardins i pastures; sempre prop d'aigua estancada de rius, llacs i estanys.
És el tritó europeu que més temps passa a l'aigua, i pot residir-hi permanentment.
Es pot trobar a gran part d'Europa, des del Regne Unit i nord de França fins al sud d'Escandinàvia, el centre d'Europa, una part dels Balcans i el sud-oest de Sibèria.